# Хугли (река)
Хугли (хинди हुगली नदी, бенг. হুগলী, англ. Hooghly) — река в Индии, один из рукавов Ганга.
Хугли образуется в месте слияния других рукавов дельты Ганга — Бхагиратхи и Джаланги. Река полноводна и судоходна на всём протяжении (около 250 км). При впадении в Бенгальский залив образует эстуарий до 30 км. Подвержена влиянию приливов.
На Хугли расположены города Бхатпара и Калькутта. На берегу реки также построена крепость Форт-Уильям, один из центров Британской Индии, давший дальнейшее развитие всей Колькатте.
Во время дождливого сезона уровень в рукаве может подниматься на 3 метра.
Через реку перекинуто несколько крупных мостов.

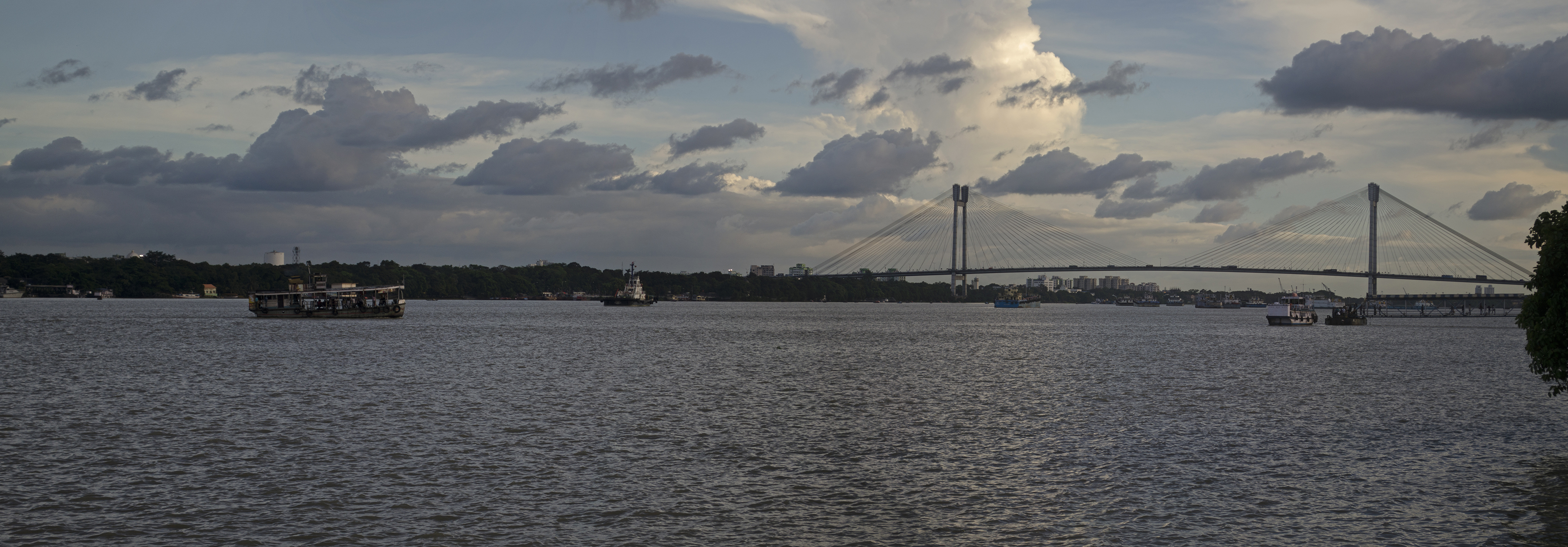
Вид на 2-й мост Ховра, в Калькутте.